# Tên người Hoa
Tên người Hoa là tên được sử dụng bởi các cá nhân từ Đại Trung Hoa và các khu vực khác của Khối Hoa ngữ trên khắp Đông Á và Đông Nam Á (SEA). Ngoài ra, khái niệm này cũng bao gồm nhiều tên được sử dụng ở Nhật Bản, Hàn Quốc và Việt Nam, thường là chuyển thể cổ của các ký tự Trung Quốc (từ Kanji, Hancha và chữ Hán) liên quan đến những ảnh hưởng mà chúng có được về mặt địa lý hoặc có nguồn gốc lịch sử từ tiếng Trung Quốc, do lịch sử của Trung Quốc có ảnh hưởng văn hóa trong SEA.
Người Trung Quốc nói theo lối biểu tự, ví dụ Đặng Tiểu Bình (鄧小平) thì sẽ được gọi là ông Đặng thay vì ông Bình như cách xưng hô của người Việt. Những người Trung Quốc di cư sang các nước phương Tây hoặc có quan hệ làm ăn với phương Tây thì thường áp dụng cách đặt tên theo người phương Tây là đưa tên lên trước, họ hoặc thêm tên phương Tây vào.
Trong xưng hô thân mật vẫn có cách gọi tên trực tiếp bằng cách thêm "A" (阿) hay "Tiểu" (小).

## Lịch sử
| Ví dụ tên người Trung Quốc thời Tiên Tần | Ví dụ tên người Trung Quốc thời Tiên Tần    | Ví dụ tên người Trung Quốc thời Tiên Tần | Ví dụ tên người Trung Quốc thời Tiên Tần | Ví dụ tên người Trung Quốc thời Tiên Tần | Ví dụ tên người Trung Quốc thời Tiên Tần | Ví dụ tên người Trung Quốc thời Tiên Tần | Ví dụ tên người Trung Quốc thời Tiên Tần | Ví dụ tên người Trung Quốc thời Tiên Tần                                                           |
| Giới | Tên thường gọi                              | Thị (shì 氏)                             | Thuỵ hiệu (shìhào 諡號)                  | Tước (jué 爵)                            | Tự (zì 字)                               | Tính (xìng 姓)                           | Danh (míng 名)                           | Chú thích riêng                                                                                    |
| --- | ------------------------------------------- | ---------------------------------------- | ---------------------------------------- | ---------------------------------------- | ---------------------------------------- | ---------------------------------------- | ---------------------------------------- | -------------------------------------------------------------------------------------------------- |
| Nữ | Đát Kỷ 妲己                                 | Tô 苏                                    |                                          |                                          | Đát 妲                                   | Kỷ 己                                    |                                          | - Công chúa của Hữu Tô thị. - Vợ của Thương Đế Tân.                                                |
| Nữ | Văn Khương 文姜                             | Tề 齊                                    | Văn 文                                   |                                          |                                          | Khương 姜                                |                                          | - Con gái của Tề Hy công. - Vợ của Lỗ Hoàn công.                                                   |
| Nam | Tề Hoàn công 齊桓公                         | Tề 齊                                    | Hoàn 桓                                  | Công 公                                  |                                          | Khương 姜                                | Tiểu Bạch 小白                           | - Quốc quân của nước Tề. - Một trong Xuân Thu Ngũ Bá.                                              |
| Nữ | Vương Cơ 王姬                               | Vương 王                                 |                                          |                                          |                                          | Cơ 姬                                    |                                          | - Vợ của Tề Hoàn công. - Công chúa của nhà Chu.                                                    |
| Nữ | Sái Cơ 蔡姬                                 | Sái 蔡                                   |                                          |                                          |                                          | Cơ 姬                                    |                                          | - Vợ của Tề Hoàn công. - Công chúa của nước Sái.                                                   |
| Nữ | Triệu Trang Cơ 赵庄姬                       | Triệu 赵                                 | Trang 庄                                 |                                          |                                          | Cơ 姬                                    |                                          | - Con gái Tấn Thành công. - Vợ của Triệu Sóc.                                                      |
| Nam | Tôn Thúc Ngao 孙叔敖                        | Vĩ 蔿                                    |                                          |                                          | Tôn Thúc 孙叔                            | Mị 芈                                    | Ngao 敖                                  | - Lệnh doãn nước Sở. - Hậu duệ của Sở Lệ vương, tiên tổ của Tôn Vũ. - Giúp Sở Trang vương xưng bá. |
| Nam | Thẩm Chư Lương 沈諸梁 Diệp công Cao 叶公高  | Thẩm 沈 Diệp 叶                          |                                          | Công 公                                  | Tử Cao 子高                              | Mị 芈                                    | Chư Lương 諸梁                           | - Hậu duệ của Thẩm Doãn Tử Kính, con trai Sở Mục vương.                                            |
| Nữ | Công tử Khuynh 公子倾                       | Nguỵ 魏                                  |                                          | Công tử 公子                             |                                          | Cơ 姬                                    | Khuynh 倾                                | - Con gái của Nguỵ Văn hầu.                                                                        |
| Nam | Thái tử Đan 太子丹                          | Yên 燕                                   |                                          | Thái tử 太子                             |                                          | Cơ 姬                                    | Đan 丹                                   | - Con trai của Yên vương Hỉ. - Thuê sát thủ hành thích Tần vương Chính.                            |
| Nam | Triệu vương Gia 赵王嘉 Đại vương Gia 代王嘉 | Triệu 赵 Đại 代                          |                                          | Vương 王                                 |                                          | Doanh 嬴                                 | Gia 嘉                                   | - Quốc quân cuối cùng của nước Triệu.                                                              |
| Chú thích chung - Tính của vương thất nhà Chu, [Cơ; 姬], dần dần được sử dụng để chỉ các công nương nói chung. - Tên thường gọi của Triệu Trang Cơ sử dụng thị của chồng bà thay vì của cha bà [Tấn; 晉]. |                                             |                                          |                                          |                                          |                                          |                                          |                                          | |

Trong thời này, nữ quyến thường không xưng tên, chỉ dùng hiệu (bao gồm thụy hiệu, xưng hiệu hoặc tên nước) cùng họ thị tộc của mình, như "Tức Quy" là vốn họ Quy nhưng gả cho nước Tức, "Tây Thi" vốn họ Thi mà ở thôn Tây, và "Văn Khương" là họ Khương có hiệu Văn. "Hạ Cơ" được gọi vậy vì bà là con gái Trịnh Mục công họ Cơ, lấy người họ Hạ.

## Các loại tên khác

### Miếu hiệu
Miếu hiệu được cho là có nguồn gốc từ triều đại trọng kính bái là nhà Thương. Sau khi vị quân chủ qua đời, vị quân vương nối ngôi và các quan đại thần cùng thảo luận để tôn viết trên bài vị, hay trên các bài văn tế đọc trong các dịp giỗ chạp. Đặc điểm cơ bản của miếu hiệu là nó thường có một trong hai chữ: Tổ (祖) hoặc Tông (宗), đi trước thường là một tính từ mang tính miêu tả.
Miếu hiệu thường ngắn, chỉ có 1 tính từ đi với Tổ hoặc Tông, trong khi thụy hiệu có thể ngắn một vài chữ song cũng có thể rất dài, có khi lên hàng chục chữ.
+Các trường hợp
Người sáng lập triều đại thường có miếu hiệu bằng chữ Tổ như Cao Tổ (như Hán Cao Tổ) hoặc Thái Tổ (như Lý Thái Tổ) hay Thế Tổ (như Nguyễn Thế Tổ) và Liệt Tổ (như Hán Chiêu Liệt Tổ). Cũng có trường hợp một số vua không phải là vua sáng lập triều đại, nhưng được coi là có công lớn ngang với vị sáng lập, cũng được đặt miếu hiệu bằng chữ Tổ như Minh Thành Tổ ở Trung Quốc; Nguyễn Thánh Tổ (Minh Mạng) và Nguyễn Hiến Tổ (Thiệu Trị) ở Việt Nam.
Riêng trường hợp nhà Trần ở Việt Nam, có vị hoàng đế đầu tiên là Trần Cảnh, nhưng khi đó cha là Thái thượng hoàng đế Trần Thừa vẫn còn sống, do đó miếu hiệu của Trần Thừa là Thái Tổ, còn Trần Cảnh là Thái Tông.
Các vị vua mất nước thường không được đặt miếu hiệu mà chỉ có thụy hiệu (như Lê Mẫn Đế, Liêu Thiên Tộ Đế) hoặc không có cả hai (như Nguyễn Quang Toản, Mạc Mậu Hợp). Nhiều miếu hiệu được các hậu duệ đặt cho tổ tiên chỉ là dân thường khi họ đã làm vua, lại có những vị vua mất nước lúc đó không có miếu hiệu nhưng ngày nay được con cháu đời sau truy tôn.

### Niên hiệu
Hán Vũ Đế vẫn luôn được coi là hoàng đế đầu tiên sử dụng niên hiệu; tuy nhiên ông chỉ là người đầu tiên sử dụng niên hiệu trong suốt thời gian cai trị của mình. Ông và cha của ông cũng sử dụng niên hiệu, mặc dù không liên tục. Trong suốt thời gian ông trị vì từ năm 140 TCN đến 87 TCN, Vũ Đế đặt 11 niên hiệu, trong đó 6 niên hiệu đầu được ông đều đặn đổi 6 năm 1 lần; 4 niên hiệu sau đó đổi đều đặn 4 năm 1 lần.
Mỗi niên hiệu đều mang ý nghĩa riêng. Ví dụ: niên hiệu đầu tiên của Hán Vũ Đế là Kiến Nguyên (建元, jiànyuán), có nghĩa là thiết lập kỉ nguyên. Niên hiệu cũng phản ánh đặc điểm của cảnh quan chính trị và bối cảnh vào thời điểm đó. Kiến Trung Tĩnh Quốc (建中靖國 jiàn zhōng jìng guó), niên hiệu đầu tiên của Tống Huy Tông, có nghĩa là "thiết lập đất nước thanh bình", phản ánh chủ nghĩa duy tâm của hoàng đế trong việc dung hòa sự đấu tranh giữa các đảng bảo thủ và tiến bộ trong các cải cách chính trị và xã hội. Niên hiệu đầu tiên của nhà Thanh rất quan trọng bởi vì nó có nghĩa là "(người Mãn sở hữu) Thiên mệnh". Một số nguyên hiệu cũng được dùng nhiều lần bởi các triều đại khác nhau như Thái Bình.
Việc tuyên bố niên hiệu mới được đề cập đến trong các văn bản lịch sử của Trung Quốc là kiến nguyên. Việc hoàng đế nửa chừng muốn đổi niên hiệu khác thì được gọi là cải nguyên (改元 gǎi yuán), nghĩa là "thay đổi kỉ nguyên".
Tính năm trị vì bằng niên hiệu chỉ cần tính từ năm đầu tiên của niên hiệu đó. Ví dụ, năm 138 TCN là Kiến Nguyên (建元) năm thứ ba vì năm 140 TCN là năm đầu tiên. Khi nhiều vị vua sử dụng cùng một niên hiệu, tên của quốc vương hoặc triều đại cụ thể đó phải được đề cập đến để phân biệt. Ví dụ như khi Hán Vũ Đế và Tấn Khang Đế đều dùng chữ Kiến Nguyên để làm niên hiệu. Do vậy năm 444 là Kiến Nguyên năm thứ hai của nhà Tấn (hoặc của Tấn Khang Đế) trong khi năm 139 TCN là Kiến Nguyên năm thứ hai của nhà Hán (hoặc của Hán Vũ Đế). Trong văn học, người ta có thể tìm thấy các cụm từ như "tháng đầu tiên của năm Kiến Nguyên thứ mười ba" (建元十三年元月).
Hầu hết niên hiệu chỉ có 2 chữ. Trường hợp ngoại lệ đáng chú ý là từ Tây Hạ (1032-1227). Trong số 33 niên hiệu của Tây Hạ, 7 niên hiệu có đến hơn 3 chữ. Ví dụ:
Thiên Tứ Lễ Thịnh Quốc Khánh (天賜禮盛國慶 tiān cì lǐ shèng guó qìng) (1069-1074)
Thiên Thọ Lễ Pháp Diên Tộ (天授禮法延祚 tiān shòu lǐ fǎ yán zuò) (1038-1048)
Trước thời nhà Minh, hoàng đế thường thay đổi niên hiệu nhiều lần. Việc đánh số của năm vẫn tính vào ngày đầu tiên của lịch Trung Quốc, bất kể tháng đổi niên hiệu. Ví dụ, Đường Minh Hoàng đổi niên hiệu Tiên Thiên (先天, pinyin: xiān tiān) thành Khai Nguyên (開元, pinyin: kāi yuán) vào tháng 12 của Nông lịch. Khai Nguyên năm thứ hai (開元二年) bắt đầu vào ngày đầu tiên của tháng tiếp theo (Tết Trung Quốc); do vậy Khai Nguyên năm thứ nhất (開元元年) chỉ bao gồm những ngày cuối cùng trong tháng 12 sau khi đổi niên hiệu.}}